# Agustinus Agus
Mons. Agustinus Agus (* 22. října 1949, Lintang) je indonéský římskokatolický duchovní a metropolitní arcibiskup Pontianaku.

## Život
Narodil se 22. října 1949 v Lintangu u města Kapuas.
Studoval v semináři v Yogyakartě a 6. června 1977 byl vysvěcen na kněze a inkardinován do arcidiecéze Pontianak. Poté studoval v USA. Působil v různých farnostech a byl generálním vikářem diecéze Sanggau.
V letech 1996–1999 byl apoštolským administrátorem diecéze Sintang a 29. října 1999 jej papež Jan Pavel II. jmenoval biskupem Sintangu. Dne 6. února 2000 byl vysvěcen na biskupa. Světiteli byli kardinál Julius Riyadi Darmaatmadja, arcibiskup Renzo Fratini a arcibiskup Hieronymus Herculanus Bumbun.
Dne 3. června 2014 jej papež František ustanovil metropolitním arcibiskupem arcidiecéze Pontianak. Do 21. prosince 2016 byl apoštolským administrátorem diecéze Sintang.